# Crushing Caspars
Crushing Caspars sind eine deutsche Band aus Rostock, die seit Mitte der 1990er-Jahre besteht. Die Gruppe spielt mit anderen Stilen durchsetzten Hardcore.

## Geschichte
Die Band tourte unter anderem europaweit im Vorprogramm von Agnostic Front im Jahre 2010 und war Teil der Persistence Tour 2012 im Vorprogramm von Suicidal Tendencies. Im Jahr darauf wurde als Vorgruppe für Blood for Blood getourt. Weiterhin spielte die Band auf den Festivals Force Attack, Hellfest und With Full Force. Auch spielte die Band 1996 in Hohen Viecheln als Vorband von Rammstein.

## Stil
Der Stil der Band vereinigt in sich klassischen Hardcore mit Rock-’n’-Roll-, Punkrock- und Metal-Einflüssen. Die Band bezeichnet ihren Stil gerne als "Baltic Sea Hardcore", also „Ostsee-Hardcore“, als Anlehnung an die bekannten Hardcoreschulen aus den USA wie New York Hardcore oder D.C. Hardcore. Metal.de bezeichnet die Musik der Band als "erdigen, 90er-typischen Hardcore" mit Elementen aus Thrash Metal, Punk und Rock ’n’ Roll, rauem Gesang und rockigen, groovigen und gelegentlich ruhigen Momenten.

## Diskografie
- 1997: The Crushing Caspars (EP, Dröönland Production)
- 1998: Provocation (EP, kein Label)
- 2001: Full Flavour (kein Label)
- 2004: Baltic Sea for Life (Split-Album mit COR, Puke Music)
- 2007: The Fire Still Burns (GSR Music)
- 2010: Back to the Roots, Nevertheless Up to Date (Dritte Wahl Records)
- 2014: F.T.W. No Regrets (EP, Puke Music)

## Galerie

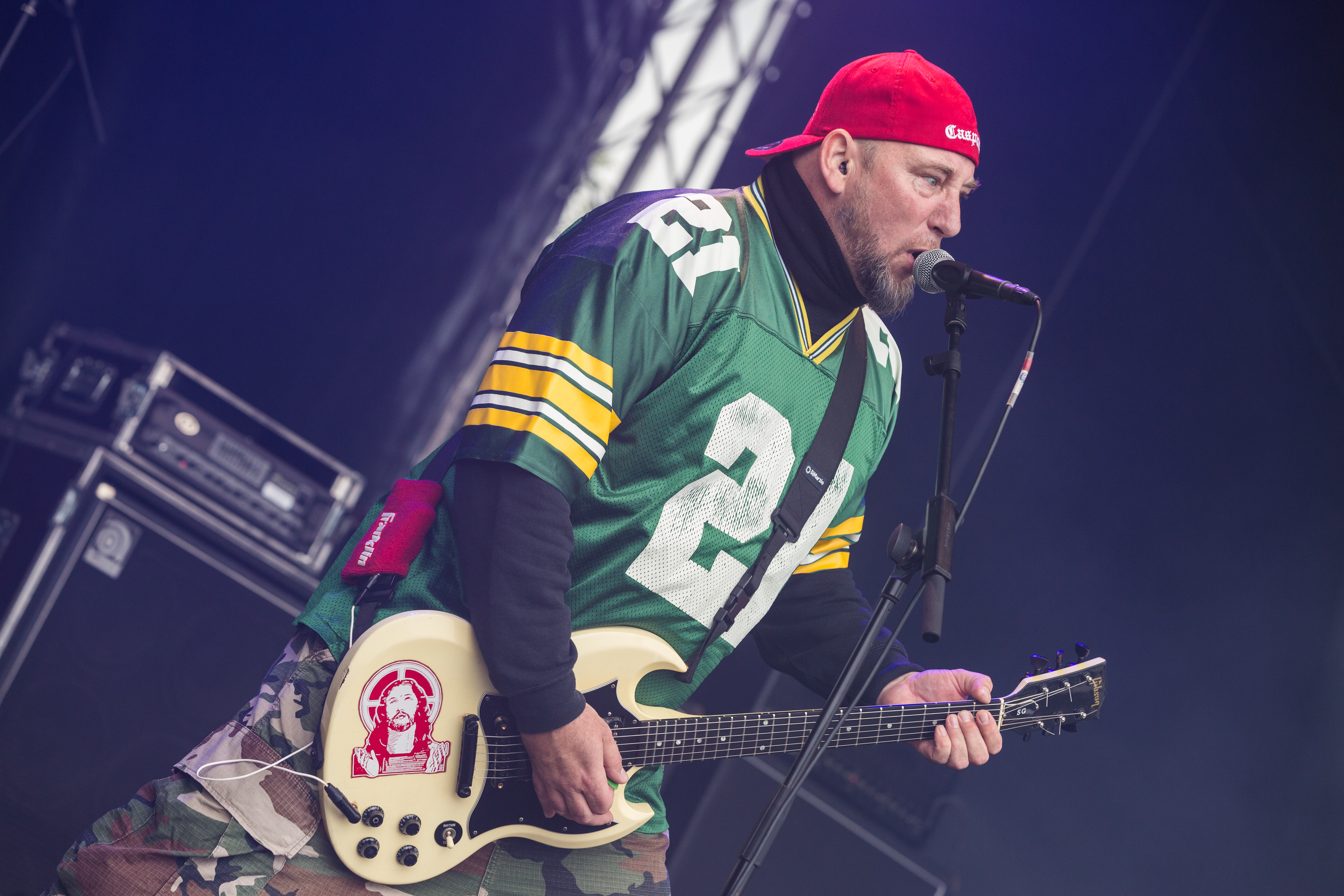
Snoopy
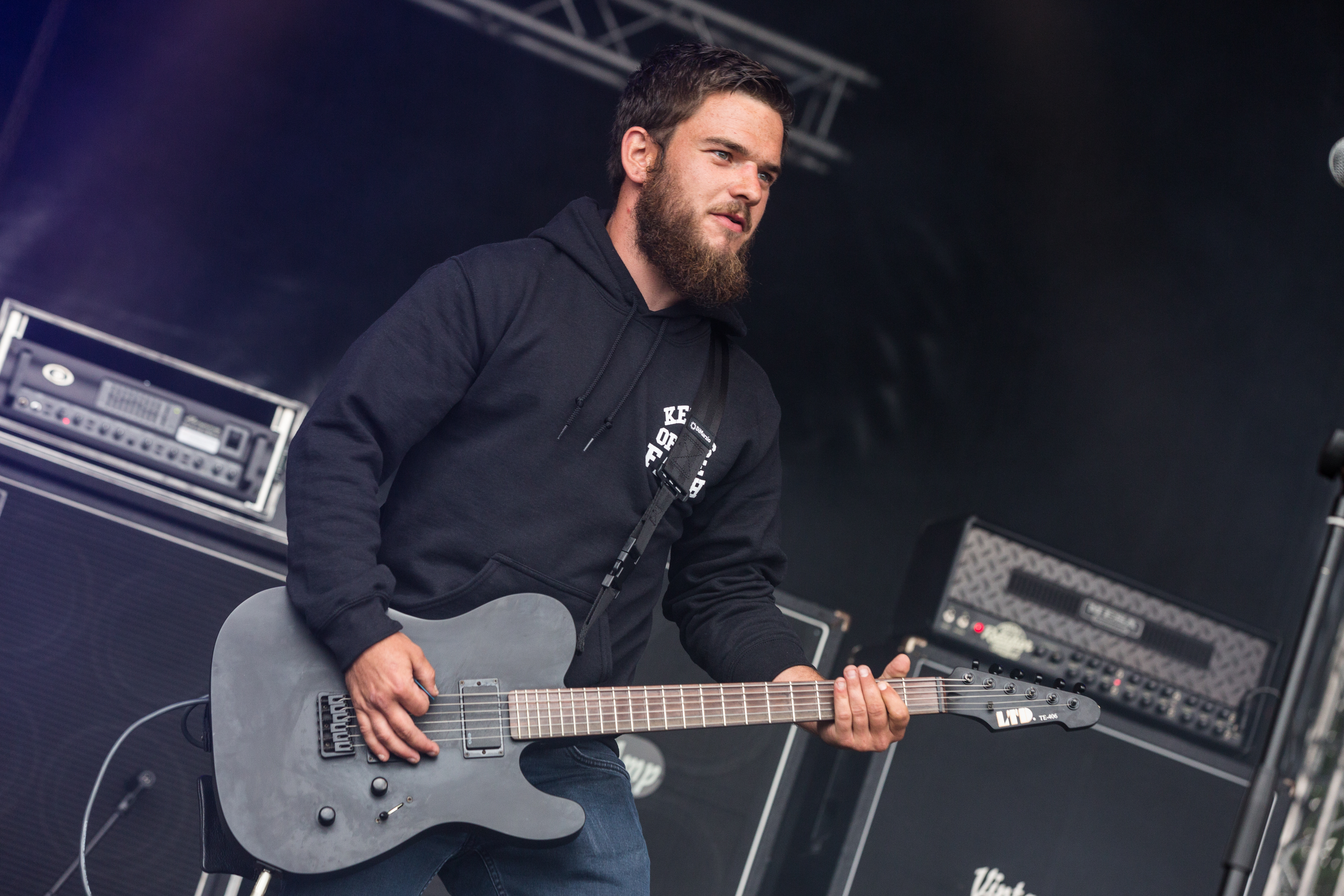
Kahli
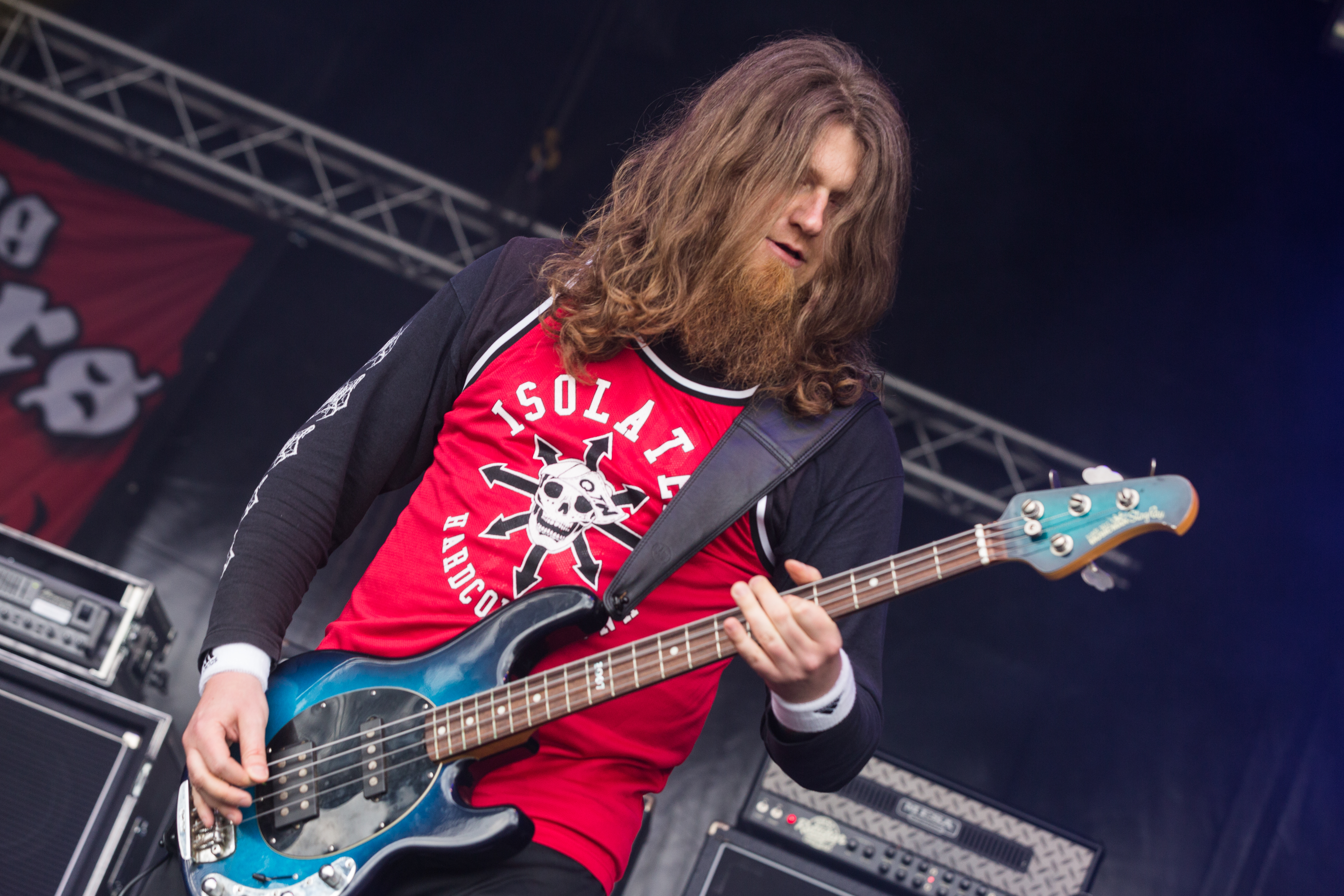
Jan
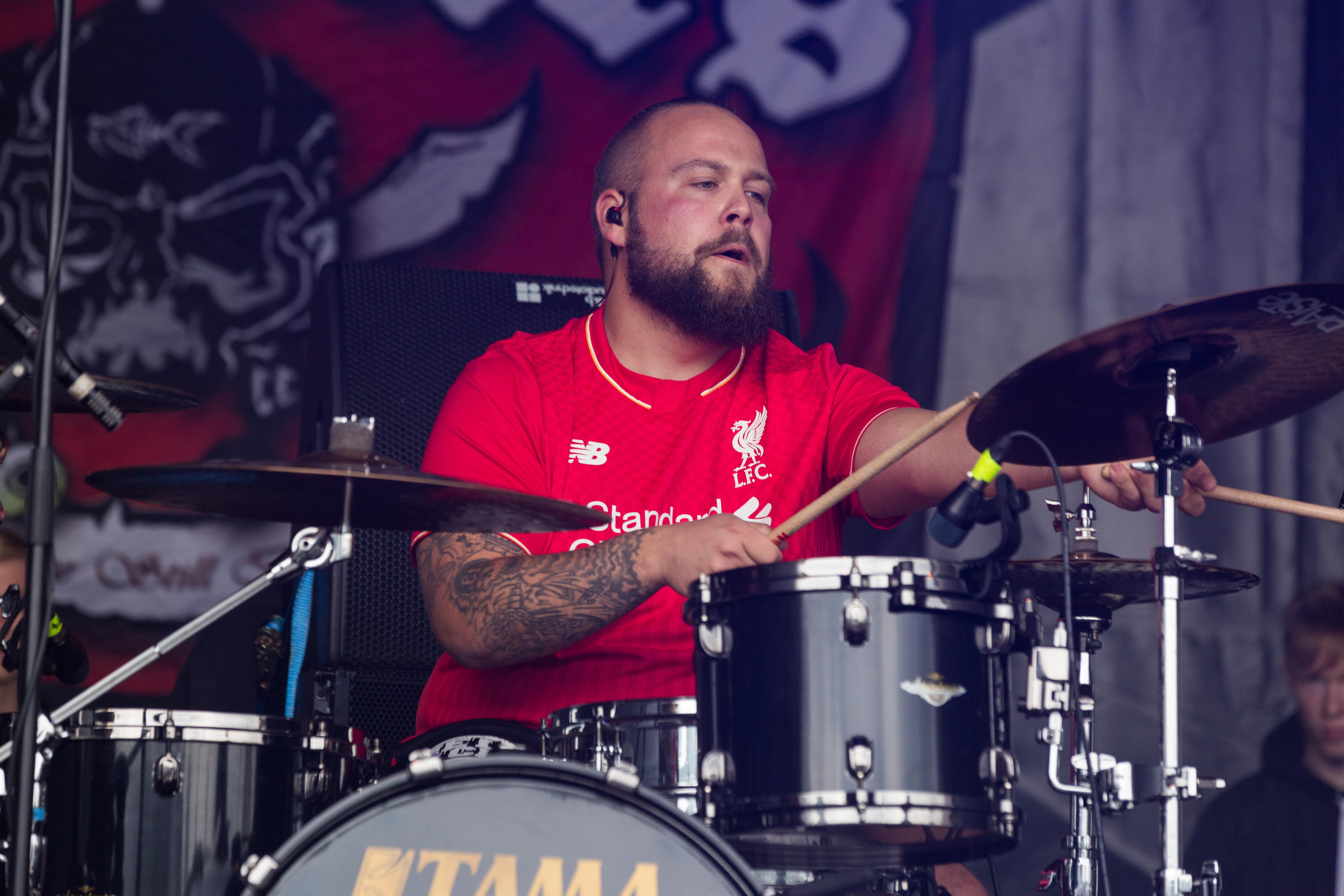
Mäxx Hämma